# Marco Fúlvio Flaco (cônsul em 264 a.C.)
Marco Fúlvio Flaco (em latim: Marcus Fulvius Flaccus) foi um político da gente Fúlvia da República Romana eleito cônsul em 264 a.C. com Ápio Cláudio Cáudice. É conhecido por conquistar Volsínia (Volsinii), a última cidade etrusca conquistada pelos romanos. É considerado o fundador da família dos "Flacos" na gente Fúlvia. O herói da Segunda Guerra Púnica Quinto Fúlvio Flaco era seu filho.

## Primeiros anos

Teatro de operações da Primeira Guerra Púnica entre 264 e 262 a.C..
Território siracusano
Território cartaginês
1. Desembarque romano e avanço contra os siracusanos em Messana (264 a.C.).
2. Romanos derrotam um exército aliado siracusano e púnico e avançam até Siracusa.
3. Romanos protegem seu flanco tomando Hadrano e cercando Centoripa.
3. Catânia se rende.
4. Romanos cercam, sem sucesso, Siracusa. Hierão pede a paz e se alia aos romanos (263 a.C.).
5. Romanos tomam Agrigento.
6. Ena e Halesa se rendem a Roma.

Em 271 a.C., quando foi tribuno da plebe, construiu, com Mânio Cúrio Dentato, o "Aqueduto Ânio", que, muito depois, quando o chamado Ânio Novo foi construído, seria conhecido como "Ânio Velho".

## Consulado (264 a.C.)
Foi eleito cônsul em 264 a.C. com Ápio Cláudio Cáudice. Enquanto Flaco foi enviado para combater os volsínios, responsáveis pela morte de Quinto Fábio Máximo Gurges, o cônsul do ano anterior, Cáudice recebeu ordens de liderar duas legiões em uma expedição à Sicília a pedido dos mamertinos, mercenários da Campânia que haviam ocupado a cidade de Messina no ano anterior. A campanha que se seguiu deu início à longa Primeira Guerra Púnica. A cidade de Volsínia é conquistada, o que lhe vale um triunfo.
Segundo Lívio, depois da morte do pai do ex-cônsul Décimo Júnio Pera, Júnio Bruto Pera, em 264 a.C., Décimo e seu irmão, Marco quiseram celebrar a morte e homenagear seu pai retomando uma antiga tradição etrusca (a gente Júnia era de origem etrusca) conhecida como múnus, um combate até a morte entre dois indivíduos que deveriam morrer com honra lutando pela vida. Esta primeira celebração ocorreu no Fórum Boário, quando três pares de indivíduos lutaram até a morte, rendendo a oferenda de sangue requerida pela tradição etrusca.

## Anos finais
Em 246 a.C., Flaco foi escolhido mestre da cavalaria por Tibério Coruncânio, nomeado ditador comitiorum habendorum causa (com poderes limitados), pois, como os cônsules estavam na Sicília, era necessário alguém com poderes de imperium para convocar a Assembleia das centúrias para a eleição dos novos cônsules.